# Сан-Мигел-ду-Арагуая
Сан-Мигел-ду-Арагуая (порт. São Miguel do Araguaia) — муниципалитет в Бразилии, входит в штат Гояс. Составная часть мезорегиона Северо-запад штата Гойас. Входит в экономико-статистический микрорегион Сан-Мигел-ду-Арагуая. Население составляет 25 472 человека на 2006 год. Занимает площадь 6144,380 км². Плотность населения — 4,1 чел./км².

## История
Город основан 14 ноября 1958 года.

## Статистика
- Валовой внутренний продукт на 2003 год составляет 161 929 487,00 реалов (данные: Бразильский институт географии и статистики).
- Валовой внутренний продукт на душу населения на 2003 год составляет 6679,43 реалов (данные: Бразильский институт географии и статистики).
- Индекс развития человеческого потенциала на 2000 год составляет 0,737 (данные: Программа развития ООН).